# Chatteshwari-Tempel

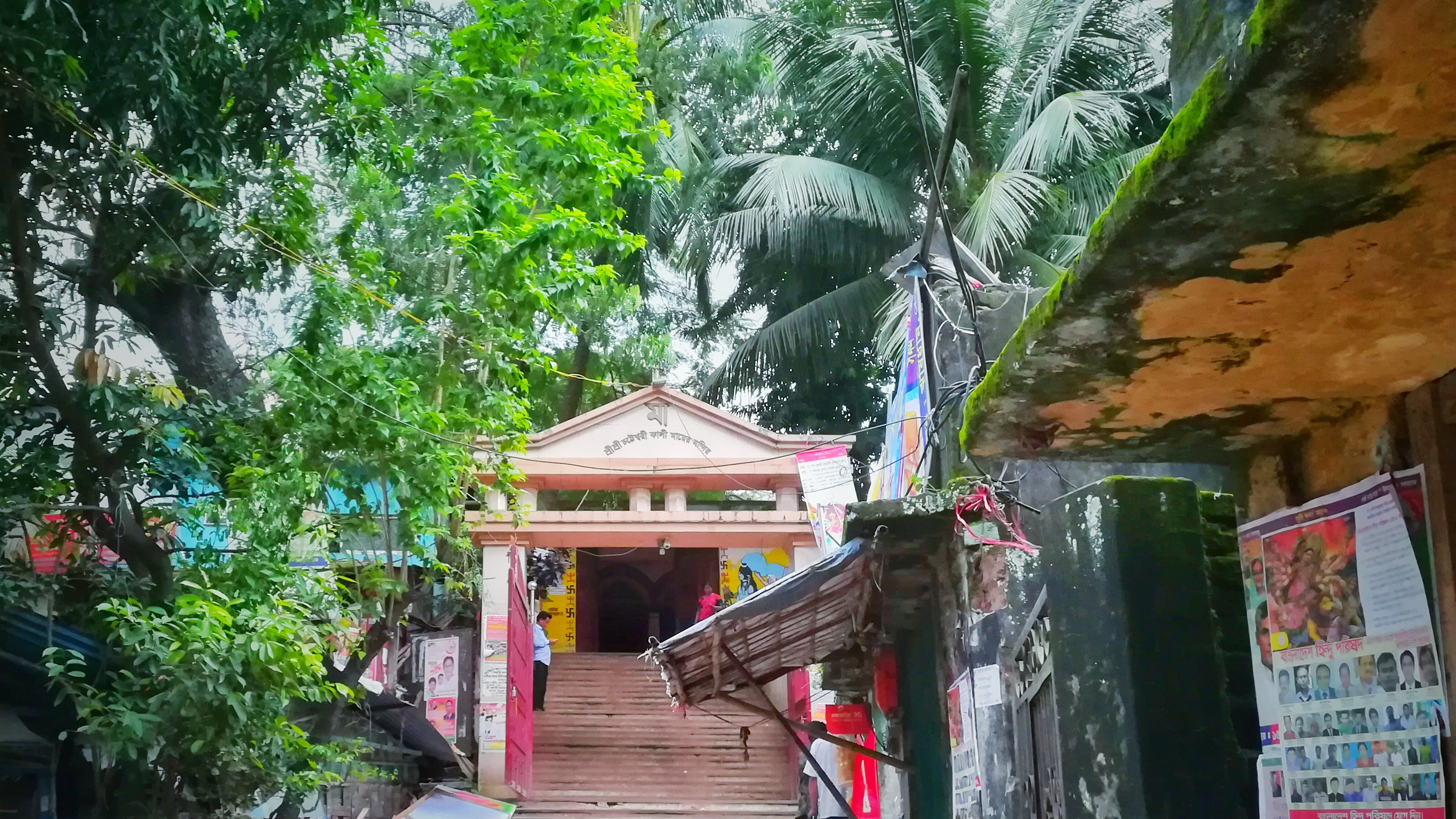
Chatteshwari Temple

Der Chatteshwari-Tempel (bengalisch চট্টেশ্বরী মন্দির, Caṭṭeśbarī mandir) ist ein hinduistischer Tempel für die Gottheit Kali im Zentrum von Chittagong in Bangladesch. Er stammt aus dem 18. Jahrhundert. Die Hauptgottheit des Tempels gilt als Wächtergottheit von Chittagong. Der Tempel wurde im Bangladesch-Krieg durch pakistanische Soldaten beschädigt und später von der Familie Chakraborty wieder aufgebaut. Das ursprüngliche Götzenbild wurde aus Niemholz hergestellt, allerdings teilweise zerstört. Nur der Oberteil der Figur konnte von einem Mitglied der Familie Chakraborty nach Ende des Krieges erhalten werden. Die Hälfte der Statue wird noch immer im Tempel aufbewahrt. Nach Ende des Krieges wurde auch eine neue Statue in Varanasi hergestellt und von Tarapada Adhikary (Tarapada Chakraborty) mit dem Flugzeug von Indien herangebracht. Die Statue wurde von Tarun Kanti Ghosh, einem früheren Minister in Westbengalen, und seiner Familie gestiftet. 

## Shakti Peeth

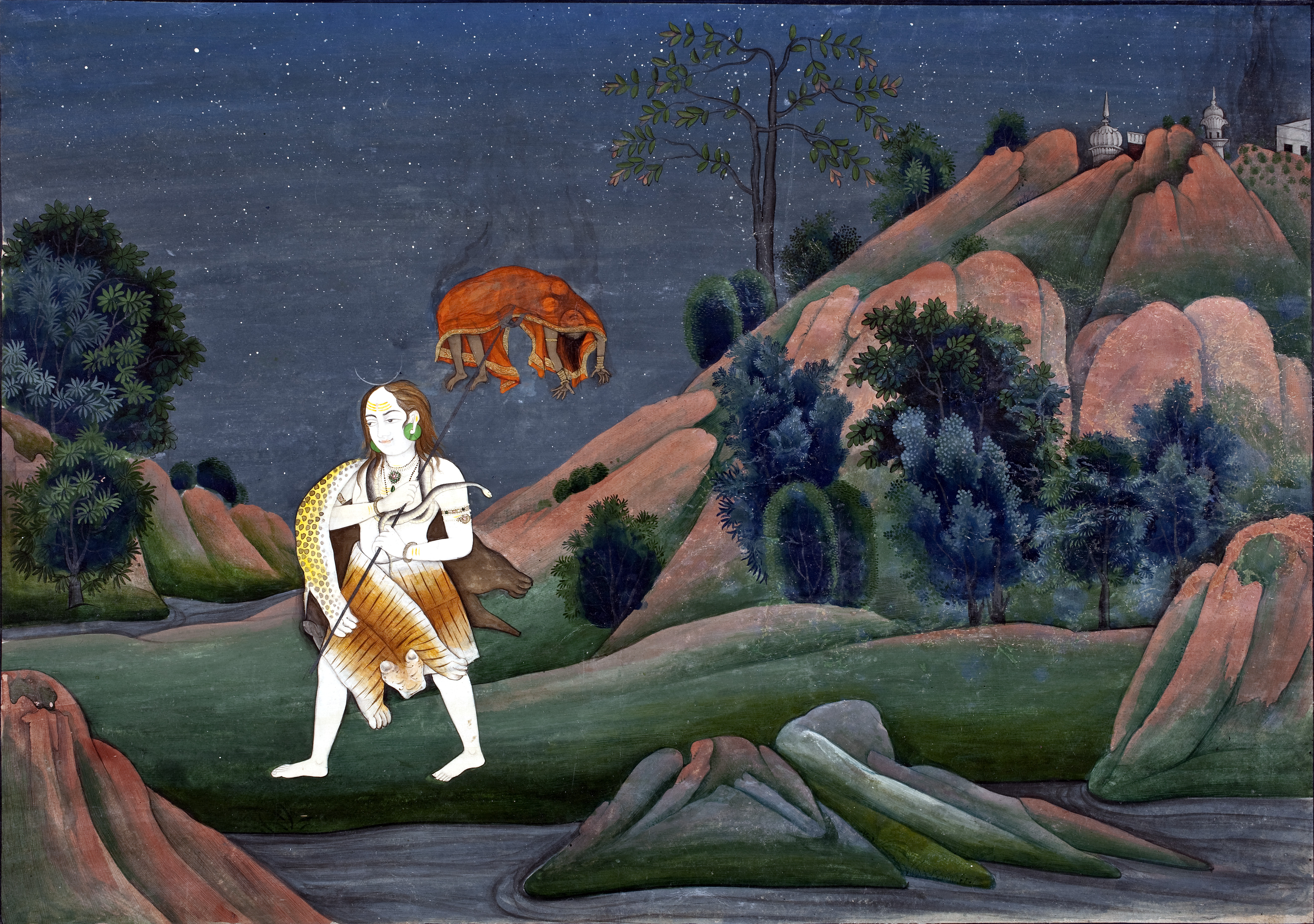
Shiva trägt den Leichnam von Sati Devi.

Der Chatteshwari-Tempel gilt als einer der Shakti Pithas, der heiligen Orte im Shaktismus. In der Mythologie des Daksha Yaga wird erzählt, dass Sati Devi sich (als Opferung) selbst verbrannt habe, und, dass Shiva ihren Leichnam davongetragen habe, wobei Teile des Körpers herabfielen während er durch die Welt wanderte. Die Shakti-Pitha-Schreine markieren also Orte, an denen Teile von Sati Devis Körper hingefallen sind.